# Store Bloksen
Store Bloksen est une île norvégienne dans le landskap Sunnhordland du comté de Vestland. Elle appartient administrativement à Sveio.

## Géographie
Rocheuse et désertique, à fleur d'eau, elle s'étend sur environ 47 m de longueur pour une largeur approximative de 38 m.

## Histoire
En 1925, le bateau à vapeur Estrella s'échoue sur l'îlot. Le 7 mai 1990, le Sea Orient y fait aussi naufrage.
Le navire rapide Sleipner s'échoue sur Store Bloksen le 26 novembre 1999. 16 personnes y trouvent la mort et un corps n'est retrouvé que le 22 novembre 2000,.